# Rychlostní silnice R1 (Slovensko)
Rychlostní silnice R1 je rychlostní silnice na Slovensku, která po svém dokončení bude spojovat města Bratislava, Trnava, Sereď, Nitra, Žarnovica, Žiar nad Hronom, Zvolen, Banská Bystrica a Ružomberok. 
Před rokem 1989 byla na části trasy současné rychlostní silnice R1 plánovaná výstavba dálnice D65. Tato dálnice byla ve smyslu usnesení vlády ČSSR č.286/1963 zařazena do doplňkové sítě dálnic s předpokladem stavby po roce 2000. Trasa dálnice D65 začínala v Trnavě a pokračovala přes Nitru, Zvolen, Lučenec a Rožňavu až do Košic. Navzdory deklarovanému začátku výstavby až po roce 2000, začala výstavba ještě před rokem 1989 a to formou přestaveb a přeložek už existující silnice I/51 v krátkých úsecích mezi Trnavou a Nitrou. Tato skutečnost je dnes hlavní příčinou toho, že rychlostní silnice R1 nemá paralelní silnici první třídy a to v celém úseku z Trnavy až do Nitry, neboť postupně byla existující silnice I/51 v tomto úseku v téměř celém rozsahu přestavěna na rychlostní silnici. Výstavba před rokem 1989 ale postupovala pomalu a přeložky a přestavby byly realizovány pouze v polovičním profilu. V roce 1999 byla v rámci celkového přehodnocení tras dálnic a vytvoření kategorie rychlostních silnic dálnice D65 z plánů zcela vypuštěna a v trase Trnava – Nitra – Zvolen – Banská Bystrica nahrazena nově zřízenou rychlostní silnicí R1, ve zbytku trasy ze Zvolena do Košic byla dálnice D65 nahrazena nově zřízenou rychlostní silnicí R2. Usnesením vlády č. 406/2010 byla rychlostní silnice R1 doplněna o úsek Banská Bystrica – Slovenská Ľupča – Ružomberok, kde se má rychlostní silnice R1 napojit na dálnici D1. Ve smyslu usnesení vlády č. 457/2011 začala NDS přípravu dalšího nově zřízeného úseku R1 a to z Mostu pri Bratislave až do Vlčkovců. Rychlostní silnice R1 má v tomto úseku ve vzdáleném horizontu vytvořit paralelní komunikaci k dálnici D1 mezi Bratislavou a Trnavou. Celková plánovaná délka je 270 kilometrů, z nichž je v současnosti[kdy?] v provozu 177,1 km a v stádiu přípravy 93,4 km. S ohledem na zatím přesně neurčenou trasu v úseku z Vlčkovců do Mostu pri Bratislave je téměř jisté, že se údaje o celkové délce silnice R1 a údaje o délce úseků v přípravě se ještě změní. Po rychlostní silnici jsou vedeny evropské silnice E58, E77, E571 a E572. V křižovatce Nitra-Západ se rychlostní silnice R1 rozděluje na R1 ve směru do Zvolena a rychlostní silnici R1A, která vede do Nitry.

## Přehled úseků rychlostní silnice R1
| Pořadí úseku | Název úseku                                  | Délka úseku v km | Zahájení výstavby úseku                  | Uvedení úseku do provozu                 | Výjezdy |
| ------------ | -------------------------------------------- | ---------------- | ---------------------------------------- | ---------------------------------------- | --- |
| 1.           | Most pri Bratislave – Vlčkovce               | 42,1             | po roce 2040                             | po roce 2040                             | 1. Křižovatka D4×R1 2. Senec – Jih 3. Pusté Úľany 4. Vlčkovce |
| 2.           | Trnava – Sereď, Západ                        | 13,1             | 1997                                     | 2000                                     | 5. Trnava – Východ 6. Trnava – Modranka 7. Křižovatka R1×D1 – Trnava 8. Vlčkovce – Sever 9. Vlčkovce – Jih 10. Sereď – Sever 11. Sereď – Západ                                                           |
| 3.           | Sereď, Západ – Dolná Streda                  | 2,4              | 1988, levá polovina 1997, pravá polovina | 1990, levá polovina 1998, pravá polovina | 12. Sereď – Západ 13. Galanta |
| 4.           | Dolná Streda – Šoporňa                       | 4,5              | 1983, pravá polovina 1997, levá polovina | 1989, pravá polovina 1998, levá polovina | 14. Šintava |
| 5.           | Šoporňa – Pata                               | 1,5              | 1993, pravá polovina 1997, levá polovina | 1995, pravá polovina 1998, levá polovina | 15. Pata |
| 6.           | Pata – Báb                                   | 6,9              | 1997                                     | 1998                                     | 16. Hájske 17. Báb |
| 7.           | Báb – Nitra, Západ                           | 9,9              | 1976                                     | 1980                                     | 18. Křižovatka R1×R1A – Nitra, Západ |
| 8.           | Nitra, Západ – Selenec                       | 14,3             | 2008                                     | 2011                                     | 19. Nitra – Jih 20. Nitra – Východ |
| 9.           | Selenec – Beladice                           | 18,9             | 2008                                     | 2011                                     | Úsek bez výjezdů |
| 10.          | Beladice – Tekovské Nemce                    | 14,3             | 2008                                     | 2011                                     | 21. Zlaté Moravce |
| 11.          | Tekovské Nemce – Hronský Beňadik             | 7,1              | 2004                                     | 2005                                     | 22. Čaradice 23. Hronský Beňadik |
| 12.          | Hronský Beňadik – Rudno nad Hronom           | 3,6              | 2001                                     | 2003                                     | 24. Úsek bez výjezdů |
| 13.          | Nová Baňa, obchvat                           | 5,3              | 1997                                     | 2003                                     | 25. Nová Baňa |
| 14.          | Nová Baňa – Rudno nad Hronom                 | 4,0              | 2001                                     | 2003                                     | Úsek bez výjezdů |
| 15.          | Rudno nad Hronom – Žarnovica                 | 5,4              | 2004                                     | 2006                                     | Úsek bez výjezdů |
| 16.          | Žarnovica, obchvat                           | 4,4              | 1996, levá polovina 2004, pravá polovina | 1998, levá polovina 2006, pravá polovina | 26. Žarnovica |
| 17.          | Žarnovica – Šášovské Podhradie               | 18,0             | 2008, I.etapa 2008, II.etapa             | 2010, I.etapa 2011, II.etapa             | 27. Bzenica 28. Lehôtka pod Brehmi 29. Křižovatka R1×R2 – Žiar nad Hronom, Jih |
| 18.          | Šášovské Podhradie – Budča                   | 17,2             | 1982                                     | 1986                                     | 30. Hronská Breznica 31. Hronská Dúbrava 32. Budča |
| 19.          | Budča – Kováčová                             | 2,9              | 2001                                     | 2004                                     | 33. Zvolen – Západ 34. Zvolen – Stráže |
| 20.          | Sliač (Kováčová) – Kremnička                 | 11,9             | 1972                                     | 1975                                     | 35. Kováčová 36. Zvolen – Rákoš 37. Sielnica 38. Kremnička |
| 21.          | Kremnička – Banská Bystrica, Jih             | 1,9              | 1972                                     | 1975                                     | 39. Banská Bystrica – Jih |
| 22.          | Banská Bystrica Jih – Banská Bystrica Západ  | 4,0              | 1975                                     | 1979                                     | 40. Banská Bystrica – Radvaň Park (Pouze výjezd z R1 a pouze ve směru do Zvolena) 41. Banská Bystrica – Radvaň 42. Banská Bystrica – Centrum 43. Banská Bystrica – Podlavice 44. Banská Bystrica – Sever |
| 23.          | Banská Bystrica, severní obchvat             | 5,6              | 2009                                     | 2012                                     | 45. Banská Bystrica – Střed 1 a 2 46. Banská Bystrica – Východ Dočasné napojení na silnici I/66 |
| 24.          | Banská Bystrica – Slovenská Ľupča            | 8,1              | 2023                                     | 2028                                     | 47. Šalková |
| 25.          | Slovenská Lupča – Korytnica                  | 14,9             | 2028                                     | 2032                                     | 48. Slovenská Lupča 59. Korytnica |
| 26.          | Korytnica – Liptovská Osada                  | 11,5             | 2028                                     | 2032                                     | 50. Liptovská Osada |
| 27.          | Liptovská Osada – Ružomberok, Jih            | 9,5              | 2028                                     | 2032                                     | Úsek bez výjezdů |
| 28.          | Ružomberok, Jih – křižovatka se silnicí I/18 | 2,7              | 2028                                     | 2032                                     | 51. Ružomberok – Jih 52. Ružomberok – Východ |
| 29.          | I/18 – křižovatka R1×D1                      | 4,6              | 2028                                     | 2032                                     | 53. křižovatka R1×D1 – Likavka |

## Průběh výstavby rychlostní silnice R1
Výstavba rychlostní silnice R1 začala již v 70. letech. Tehdy se nezávisle na sobě začala přestavba úseků silnic I/51 (Trnava – Báb) a I/66 (Banská Bystrica – Kováčová). V té době se však neuvažovalo o zřízení kategorie rychlostních silnic a proto byly i tyto nové úseky kategorizovány jako silnice I. třídy s výhledem jejich zařazení do sítě dálnic po roce 2000. Ve stejném režimu byl v 80. letech postaven 17,2 km dlouhý Šášovské Podhradie – Budča. Úsek Sereď – Pata byl vybudován jen v polovičním profilu a proto se v polovině 90. let začalo s dobudovávání na plný profil. Celý 13,1 km dlouhý úsek z Trnavy do Seredě byl kompletně zprovozněn 15. července 2000.
Koncem 90. let začala výstavba v Pohroní. Ještě v roce 1996 začala výstavba obchvatu Žarnovice. Ten se stavěl ve dvou etapách, v polovičním profilu byl otevřen v roce 1998, úplného dokončení se dočkal až 25. října 2006. 10. prosince 1997 se začalo s výstavbou úseku Tekovské Nemce – Rudno nad Hronom, který byl dokončen 28. října 2003. Úsek Rudno nad Hronom – Žarnovica byl ve výstavbě od 7. července 2004 do 25. října 2006 a úsek Budča – Kováčová od 1. července 2001 do 5. listopadu 2004. V březnu 2008 se začal stavět chybějící úsek Žarnovica – Šášovské Podhradie, který měl být původně dokončen v červnu 2010, ale otevřený byl až 20. ledna 2011.
Úseky mezi Nitrou a Tekovskými Němci a obchvat Banské Bystrice jsou součástí takzvaného druhého balíku PPP projektů. Koncesní smlouva s dodavatelem stavby a budoucím správcem postavené rychlostní silnice byla podepsána v dubnu 2009. Tehdy se začaly i první přípravné práce související s kácením dřevin a částečnými překládkami inženýrských sítí. 27. srpna 2009 došlo k finančnímu uzavření výstavby, takže výstavba rychlostní silnice bude financována za pomoci soukromého kapitálu. Společnost GRANVIA je jako koncesionář pověřená projektovaná, výstavbou a provozováním tohoto úseku rychlostní silnice R1 po dobu 30 let. Úsek Nitra – Tekovské Nemce stál 800 milionů €. 
V roce 2009 se rovněž začalo uvažovat o možném prodloužení rychlostní silnice dále přes masiv Nízkých Tater až do Ružomberka, kde by se napojila na dálnici D1. Byly vypracovány i předběžné plány, které počítají s několikamosty a tunely, takže výstavba úseku Banská Bystrica – Ružomberok si vyžádá nemalé finanční investice. Podle ministra dopravy Jána Počiatka by se tento téměř 50kilometrový úsek mohl také stavět jako PPP projekt. Více informací mělo být známých na podzim 2012, kdy měl resort představit svůj plán výstavby dálnic a rychlostních silnic. Současně se uvažuje o prodloužení silnice R1 až do Bratislavy, čímž by se vytvořila alternativa pro dálnici D1. V současnosti[kdy?] se s projektem PPP pro účely výstavby silnice R1 již neuvažuje a výstavba má být hrazena ze státního rozpočtu nebo z finančních prostředků Evropské unie.